# مالن
مالن (به اسپانیایی: Malón) یک دهستان در اسپانیا است که در استان ساراگوسا واقع شده‌است. مالن ۵ کیلومتر مربع مساحت و ۴۲۷ نفر جمعیت دارد.